# Диртутьтристронций
Диртутьтристронций — бинарное неорганическое соединение
стронция и ртути
с формулой Sr3Hg2,
кристаллы.

## Получение
- Сплавление стехиометрических количеств чистых веществ в инертной атмосфере:

{\displaystyle {\mathsf {3\;Sr+2\;Hg\ {\xrightarrow {545^{o}C}}\ Sr_{3}Hg_{2}}}}

## Физические свойства
Диртутьтристронций образует кристаллы
тетрагональной сингонии,
пространственная группа P 4/mbm,
параметры ячейки a = 0,8883 нм, c = 0,4553 нм, Z = 2,
структура типа дисилицида триурана U3Si2
.
Соединение образуется по перитектической реакции при температуре 545°C .